# غریبه‌های پراهمیت
غریبه‌های پراهمیت (انگلیسی: Consequential strangers) ارتباطات شخصی غیر از خانواده و دوستان نزدیک هستند. همچنین به عنوان پیوندهای «پیرامونی» یا «ضعیف» شناخته می‌شود، آنها در قلمرو اجتماعی گسترده بین غریبه‌ها و افراد صمیمی قرار دارند. این اصطلاح توسط کارن ال. فینگرمن ابداع شد و توسط ملیندا بلاو، که با روان‌شناس همکاری کرد تا این مفهوم را کشف و عمومی کند، بیشتر توسعه یافت.
زندگی اجتماعی در قرن بیست و یکم شامل طیف وسیعی از ارتباطات شخصی است، نه فقط افراد صمیمی - افرادی که با بخش خاصی از زندگی و فعالیت‌های روزانه فرد مرتبط هستند، مانند همکاران، همسایه‌ها، دوستان باشگاه، همکار داوطلبان و جمعی، و ارائه دهندگان خدمات کالاها و خدمات به‌طور معمول، تعداد روابط پیرامونی بسیار بیشتر از روابط نزدیک فرد است. دهه‌ها تحقیق اهمیت روابط اولیه را در سلامت روانی و فیزیولوژیکی نشان داده است. با این حال، تحلیلی از چشم‌انداز اجتماعی گسترده‌تر نشان می‌دهد که غریبه‌های نتیجه‌بخش بسیاری از مزایای مشابه را به همراه افراد صمیمی و همچنین بسیاری از کارکردهای متمایز و مکمل ارائه می‌کنند. آنها به‌طور کلی سودمند نیستند - غریبه‌های نتیجه نامطلوب که نمی‌توان از آنها اجتناب کرد را می‌توان در محل کار، محله‌ها و سازمان‌ها یافت. اما تحقیقات نشان می‌دهد که برای پیشرفت در یک جامعه مدرن، داشتن انواع ارتباطات حیاتی است.